# Seigneurie d'Attalens
avant 1274 – 1615
Entités suivantes :
- Seigneurie de Bossonnens
- Bailliage d'Attalens

1307–1536
Entités suivantes :
- Bailliage de Bossonnens

1536–1618
Entités précédentes :
- Seigneurie de Bossonnens

Entités suivantes :
- Bailliage d'Attalens

1615–1798
Entités précédentes :
- Seigneurie d'Attalens

Entités suivantes :
- District de Châtel-Saint-Denis

La seigneurie d'Attalens est une seigneurie située dans l'actuel canton de Fribourg. En 1307, une partie de la seigneurie devient la seigneurie de Bossonnens. Le reste de la seigneurie d'Attalens devient le bailliage d'Attalens en 1615. Le bailliage de Bossonnens, créé en 1536 à partir de la seigneurie de Bossonnens, est réuni au bailliage d'Attalens en 1618.

## Histoire
La seigneurie appartient d'abord à la famille de Blonay dès 1086, puis à la famille d'Oron. En février 1536, lors de la conquête du Pays de Vaud, Attalens est occupé par les Fribourgeois et la suzeraineté de la seigneurie revient à Fribourg. Ils achètent Attalens une première fois aux Challant en 1556, la leur revend en 1558. En 1615 Fribourg la rachète et l'érige en bailliage, qu'il réunit à celui de Bossonnens en 1618.

## Seigneurs et baillis
Les seigneurs d'Attalens sont les suivants :
- Rodolphe Ier d'Oron
- ?-1307 : Amédée d'Oron (fils du précédent) ;
- 1307-? : Rodolphe d'Oron (fils du précédent) ;
- François Ier et Jean d'Oron ;
- ?-1370 : François II d'Oron (fils de Jean) ;
- 1374-1375 : Aymon d'Oron (petit-fils d'Amédée) ;
- 1375-? : Catherine d'Oron ép. de Jean de Blonay (fille du précédent) ;

Les seigneurs de Bossonnens sont les suivants :
- ?-1307 : Amédée d'Oron (fils de Rodolphe Ier) ;
- 1307-? : Wuillerme d'Oron (second fils d'Amédée) ;
- ?-1375 : Aymon d'Oron (fils du précédent) ;
- 1375-? : Marguerite d'Oron ép. de François de Montferrant-La Sarraz (fille du précédent) ;
- ?-? : Nicod de La Sarraz (fils des précédents) ;
- ?-? : Anselme de La Sarraz (fils du précédent) ;
- ?-? : Georges de La Sarraz (fils du précédent) ;
- ?-1513 : Claude de la Sarraz (fils du précédent) ;
- 1513-1536 : Pierre de Beaufort (pour Charles II, duc de Savoie) ;

Les baillis de Bossonnens sont les suivants :
- 1536 : Noble Christophe Pavillard ;
- 1537 : Wilhelm Steinbrecher ;
- 1541 : Nicolas Werly ;
- 1546 : Burckart Grosch ;
- 1551 : Wilhelm Sehmaltz ;
- 1556 : Hans Kreps ;
- 1561 : Hans Mursing ;
- 1563-1568 : Jean Ratzé[2] ;
- 1568 : Ulrich Wild ;
- 1573 : Hans Garmiswyl ;
- 1578 : Ottman Gottrouw ;
- 1583 : Jacob Gasser ;
- 1588 : Peter Zumholtz ;
- 1589 : Laurent Boccardier ou Burckart ;
- 1594 : Noble Nicolas Pavillard ;
- 1600-1605 : Jost Galley [3] ;
- 1605 : Wilhelm Buocher ;
- 1610 : Franz Rämi ;
- 1615 : Bartholomé Kämerling ;

Les baillis d'Attalens sont les suivants :
- 1621 : Marti Techtermann ;
- 1626 : Hans Bokart ;
- 1631 : Jost von der Weidt ;
- 1636 : Nicolas Kämerling. ;
- 1641 : Jean- Jacques Werly. ;
- 1646 : Jean- Jacques Mendli ;
- 1651 : Louis Zurmatten ;
- 1657 : Noble François-Nicolas de Lanthen, dit Heidt
- 1660 : Marti Othman Gottrouw ;
- 1665 : Jean-Philippe Buwman ;
- 1671 : Jacques-Christophe Moser ;
- 1797 : Jean Georges Joseph de Werro[4] ;